# AlmaLinux
Vous pouvez aider à l'améliorer ou bien discuter des problèmes sur sa page de discussion.
- Il ne s’appuie pas, ou pas assez, sur des sources secondaires ou tertiaires. (Marqué depuis août 2022)

- Archive Wikiwix
- Bing
- Cairn
- DuckDuckGo
- E. Universalis
- Gallica
- Google
- G. Books
- G. News
- G. Scholar
- Persée
- Qwant
- (zh) Baidu
- (ru) Yandex
- (wd) trouver des œuvres sur Wikidata

AlmaLinux est une distribution Linux basée sur le code source du système d'exploitation CentOS Stream, duquel dérive egalement Red Hat Enterprise Linux (RHEL). Le but du projet est de proposer un système d'exploitation maintenu par la communauté et utilisable en production au sein des entreprises.

## Histoire
Le 8 décembre 2020, Red Hat a annoncé qu'ils arrêtaient le développement de CentOS Linux, qui était une version recevant les améliorations de Red Hat Enterprise Linux, au profit de CentOS Stream qui quant à elle sert à alimenter le projet Red Hat Enterprise Linux.
En réponse, la société CloudLinux - qui maintient sa propre distribution Linux dérivée de RHEL basée sur le noyau OpenVZ - crée AlmaLinux pour fournir un successeur spirituel à CentOS, visant la compatibilité binaire avec la dernière version de Red Hat Enterprise Linux. Le nom de la distribution vient du mot portugais et espagnol alma, qui signifie « âme », choisi pour être un hommage à la communauté Linux. Une version bêta d'AlmaLinux est publiée pour la première fois le 1er février 2021 et la première version stable d'AlmaLinux sort le 30 mars 2021.
AlmaLinux 8.x sera pris en charge jusqu'en 2029.
Le 30 mars 2021, la Fondation AlmaLinux OS a été créée pour reprendre le développement et la gouvernance d'AlmaLinux des mains de CloudLinux. L'entreprise a promis 1 million de dollars de financement annuel au projet.
Le 7 décembre 2022, le CERN et le Fermilab américain annoncent qu'ils utiliseront désormais AlmaLinux comme distribution standard pour leurs installations expérimentales,.
De nombreuses sociétés, telles qu'ARM, Amazon Web Services, Equinix, OVHcloud et Microsoft prennent également en charge AlmaLinux.